# Ямансарово
Яманса́рово (баш. Яманһары) — село в Куюргазинском районе Башкортостана, входит в состав Бахмутского сельсовета.

## Географическое положение
Расстояние до:
- районного центра (Ермолаево): 24 км,
- центра сельсовета (Бахмут): 12 км,
- ближайшей ж/д станции (Ермолаево): 25 км.

## Население
| 2002 | 2009 | 2010 |
| ---- | ---- | ---- |
| 294  | ↘267 | ↘232 |

### Национальный состав
Согласно переписи 2002 года, преобладающая национальность — башкиры (96 %).

## Известные уроженцы
- Алибаев, Сагид Рахматович (1903—1975) — советский государственный и партийный деятель[5].